# Паристовка
Пари́стовка (укр. Паристівка) – село, расположенное на территории Борзнянского района Черниговской области (Украина) на левой притоке Сейма. Расположено в 32 км на северо-восток от райцентра Борзны. Население — 111 чел. (на 2006 г.). Адрес совета: 16413, Черниговская обл., Борзнянский р-он, село Головенки, ул.Пролетарська,4 ,